# Gerald Brenan

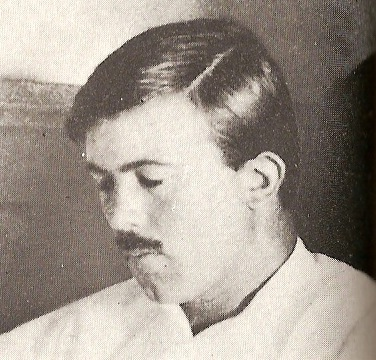
Gerald Brenan

Edward Fitzgerald Brenan (* 7. April 1894 in Sliema, Malta; † 19. Januar 1987 in Alhaurín el Grande) war ein britischer Schriftsteller und Hispanist.

## Leben
Gerald Brenan war der Sohn eines britischen Offiziers, der seine Kindheit in Indien und Südafrika verbrachte. Danach lebte er als Jugendlicher in England, wo er das Radley College und die Royal Military Academy Sandhurst besuchte. Brenan schlug zunächst wie sein Vater die militärische Laufbahn ein und nahm als britischer Offizier am Ersten Weltkrieg teil. Nach dem Krieg wurde Brenan durch seinen Freund Ralph Partridge in die Bloomsbury Group eingeführt, wo er Lytton Strachey und Dora Carrington kennenlernte.
Im Herbst 1919 zog Brenan nach Spanien, wo er bis 1936 – mit längeren Unterbrechungen – in dem andalusischen Dorf Yegen wohnte. Nach einer turbulenten Affäre mit Dora Carrington heiratete Brenan 1930 die amerikanische Schriftstellerin Gamel Woolsey (1895–1968), mit der er bis zu ihrem Tod zusammenlebte. Einige Wochen nach dem Beginn des Spanischen Bürgerkriegs verließ das Paar Spanien und lebte zunächst in Gibraltar, später in England. Erst 1953 gingen Brenan und Woolsey zurück nach Spanien in das andalusische Dorf Churriana. Nach dem Tode seiner Frau zog Brenan 1970 in das andalusische Bergdorf Alhaurín el Grande, wo er 1987 starb.

## Werke
Der Autodidakt Brenan, der nie eine Universität besuchte, war Verfasser zahlreicher Bücher, darunter Romane, Reiseberichte, historische Analysen, Gedichte, eine Literaturgeschichte und eine Autobiografie. Berühmt wurde er vor allem durch sein Buch The Spanish Labyrinth, das die sozialhistorischen Hintergründe des Spanischen Bürgerkriegs untersuchte. The Spanish Labyrinth wurde von sehr unterschiedlichen Historikern als grundlegende Studie zur neueren spanischen Geschichte gewürdigt. Eric Hobsbawm nannte es „the best book on modern Spain“. Für Hugh Thomas war es ein „geniales Werk, das die ganze Geschichte Spaniens im 20. Jahrhundert erhellt“, und Hugh Trevor-Roper schrieb dem Autor: „Ever since I read The Spanish Labyrinth I have looked upon you as my ideal historian – you see the past in the present, and the present in the past, imaginatively, and yet with corrective scholarship, and you express it in perfect prose.“

## Bücher (Auswahl)
- The Spanish Labyrinth. An Account of the Social and Political Background of the Civil War, Cambridge 1943. Deutsche Ausgabe: Die Geschichte Spaniens. Über die sozialen und politischen Hintergründe des Spanischen Bürgerkriegs, Berlin 1978.
- The Face of Spain, London 1950. Deutsche Ausgabe: Das Gesicht Spaniens. Bericht einer Reise durch den Süden, Kassel 1991.
- The Literature of the Spanish People – From Roman Times to the Present Day, Cambridge 1951.
- South From Granada. Seven Years in an Andalusian Village, London 1957. Deutsche Ausgabe: Südlich von Granada, Kassel 1990.
- A Personal Record, 1920–1972, Cambridge 1975.